# Coleobonzia parvirostris
Coleobonzia parvirostris är en spindeldjursart som först beskrevs av Berlese 1910.  Coleobonzia parvirostris ingår i släktet Coleobonzia och familjen Cunaxidae. Inga underarter finns listade i Catalogue of Life.